# Déli-Bug
A Déli-Bug (ukránul Південний Буг [Pivdennij Buh], oroszul Южный Буг [Juzsnij Bug], ógörögül Hüpanisz) folyó Ukrajnában.
Hmelnickij ukrán várostól 25 km-re északnyugatra 350 m magasan ered a Podóliai-hátságon.  Hossza 806 km, vízgyűjtő területe 63 700 km². Közepes vízhozama a torkolatánál 108 m³ másodpercenként. A Fekete-tengerbe 30 km hosszú limánt képző torkolattal ömlik Ocsakivnél.
Fontosabb városok a  Déli-Bug mentén: Hmelnickij, Vinnicja,  Mikolajiv.